# (11498) Julgeerts
(11498) Julgeerts (1989 GS4) – planetoida z pasa głównego asteroid okrążająca Słońce w ciągu 4,58 lat w średniej odległości 2,76 j.a. Odkryta 3 kwietnia 1989 roku.